# Somebody to Love (Jefferson Airplane-låt)
Somebody to Love är en låt skriven av Darby Slick och ursprungligen framförd av gruppen The Great Society 1966. Den utgavs som gruppens enda singel, men blev aldrig särskilt känd. Låten är mycket mer känd i inspelningen av Jefferson Airplane, utgiven i april 1967. Grace Slick som varit medlem i Great Society tog med sig kompositionen då hon ersatte Signe Anderson i Jefferson Airplane. Tillsammans med "White Rabbit" är den gruppens mest välkända sång. Inspelningen finns även med på albumet Surrealistic Pillow.
Låten medtogs i magasinet Rolling Stones lista The 500 Greatest Songs of All Time där den placerades på plats 279.

## Listplaceringar
- Billboard Hot 100, USA: #5[3]
- RPM, Kanada: #1[4]
- Västtyskland: #20[5]